# Scarpette da arrampicata

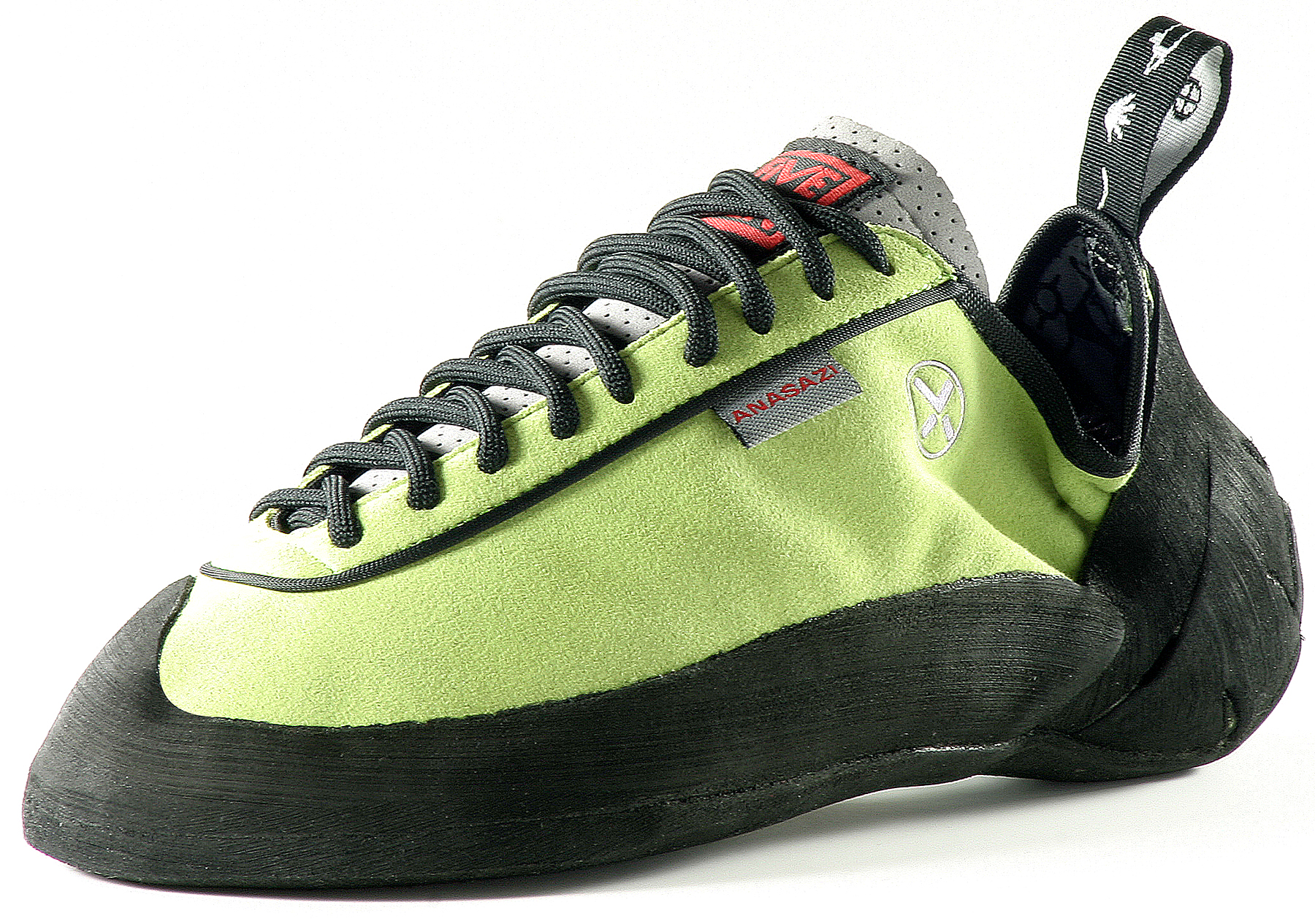
Una scarpetta per arrampicata.

Le scarpette da arrampicata sono scarpe studiate e progettate per l'arrampicata libera e quella sportiva.
A volte sono anche denominate varappe (dal termine francese per indicare la scalata, probabilmente derivato dal nome dato ad una conformazione rocciosa del monte Salève, nei pressi di Ginevra, ritrovo di arrampicatori alla fine del XIX secolo).

## Descrizione
Per aumentare l'attrito, e quindi l'aderenza, con la parete che si sta scalando, le scarpette sono coperte in gran parte da uno strato di gomma liscia o pelle animale dello spessore di pochi millimetri e di morbidezza variabile a seconda dei modelli (ad esempio, una mescola morbida garantisce maggiore aderenza a scapito di una minore resistenza all'usura).
Agli albori dell'alpinismo e dell'arrampicata si scalava con scarponi e scarpe sportive, a volte anche con suola chiodata. A partire dagli anni trenta il francese Pierre Allain inventa e perfeziona le prime scarpette da arrampicata a suola liscia, denominate "PA" dalle sue iniziali, e le inizia a produrre dal 1947. Dal 1950 lo sviluppo delle scarpette continua da parte di Édouard Bourdonneau, che fonderà l'azienda EB. I modelli utilizzati al giorno d'oggi sono evoluzioni di queste prime calzature.
Le scarpette hanno forme variabili, ed i modelli più tecnici sono realizzati in base al tipo di utilizzo e della difficoltà da affrontare in parete. Le scarpette con una forma curva molto accentuata sono definite in gergo "a banana"; quelle con degli elastici (o del velcro) al posto dei lacci prendono il nome di "ballerine"; alcuni modelli hanno un collo alto e sono generalmente utilizzati in montagna perché offrono una maggiore protezione del calcagno e dei malleoli. Tutto questo per poter rispondere alle esigenze di comfort degli arrampicatori, i quali, per poter aumentare la precisione sugli appoggi più piccoli, specie sulle vie di grado elevato, usano delle scarpette di una o due misure più piccole, aumentando così l'aderenza fra il piede e la tomaia (i calzini, di solito, vengono utilizzati solo in caso di condizioni meteo avverse o in montagna).
Le scarpette sono in genere leggerissime e con uno spessore della suola, e della tomaia, di pochi millimetri. Tuttavia sono stati realizzati modelli ibridi, con un tacco simile a quello di uno scarponcino e con la punta simile a quella delle scarpette tradizionali. Questi ultimi modelli vengono utilizzati nelle vie d'arrampicata molto lunghe, e consentono una discesa anche su sentiero (evitando quindi di portare il peso di un paio di scarponi nello zaino).

## Produttori
Nel seguente elenco alcuni dei maggiori produttori di scarpette da arrampicata:
- SCARPA
- EB
- Evolv
- Five Ten
- La Sportiva
- Mad Rock
- Red Chili
- Boreal
- Wild Climb